# Denacjonalizacja
Denacjonalizacja – proces przekazywania majątku państwowego w ręce prywatne.

## Denacjonalizacja w Polsce
W Polsce po 1989 r. najczęstszym sposobem denacjonalizacji była sprzedaż. Majątek państwowy (nieruchomości, udziały w spółkach) sprzedawano w drodze negocjacji ze strategicznym inwestorem, organizując przetargi lub aukcje, wprowadzając spółki do obrotu na giełdzie.
Alternatywą dla sprzedaży jest uwłaszczenie, czyli przekazanie majątku jego użytkownikom. Z takim przypadkiem mielibyśmy do czynienia, gdyby lokatorzy mieszkań komunalnych stali się z dnia na dzień ich właścicielami lub gdyby udziały w firmach rozdano pracownikom. W praktyce te dwa sposoby były często mieszane np. mieszkania komunalne oddawano lokatorom, ale za opłatą, która była jednak znacznie niższa niż cena rynkowa podobnych mieszkań; przy sprzedaży przedsiębiorstw inwestorom wyłonionym w przetargach lub aukcjach przyznawano często 15% udziałów w spółce do nieodpłatnego podziału wśród pracowników.